# Centrum Wyszkolenia Łączności
Centrum Wyszkolenia Łączności (CWŁ) – ośrodek szkolenia łączności Wojska Polskiego II RP.

## Geneza Centrum
W początkowym okresie istnienia państwa polskiego szkolenia żołnierzy łączności były przeprowadzane (od 1919) w dwóch ośrodkach:
- Szkole Oficerskiej Wojsk Telegraficznych przy Pułku Telegraficznym w Warszawie,
- Szkole Oficerów Wojsk Radiotelegraficznych przy Batalionie Radiotelegraficznym w Warszawie,

W styczniu 1921 w Zegrzu pod Warszawą został utworzony Obóz Wyszkolenia Oficerów Wojsk Łączności, przemianowany w maju tego na Obóz Szkolny Wojsk Łączności. W jego strukturze funkcjonowała Centralna Szkoła Podoficerska Wojsk Łączności, powstała z połączenia obu dotychczasowych warszawskich szkół łączności. Do jej podstawowych zadań należało jednolite wychowanie i gruntowne wyszkolenie techniczno-teoretyczne oraz praktyczne w zakresie łączności wojskowej żołnierzy służby stałej. Celem Szkoły było przygotowanie dla Wojska Polskiego odpowiedniej ilości kadr niższych dowódców i instruktorów. Czas nauki wynosił 9 miesięcy i był podzielony na 3 okresy: pierwszy – unitarny, drugi – z podziałem specjalności (telegrafia i radiotelegrafia) i trzeci – sprawdzający nabytą wiedzę. Dwa ostatnie etapy szkolenia kończyły się kilkudniowymi zajęciami praktycznymi w terenie. Po zakończenie nauki słuchacze otrzymywali świadectwa, przydział służbowy do jednostki wojskowej, byli zakwalifikowani do korpusu podoficerów zawodowych oraz otrzymywali awans do stopnia starszego sierżanta włącznie. Ogółem przeszkolono w Szkole 156 słuchaczy.
Kolejną strukturą działającą w ramach Obozu Wyszkolenia Wojsk Łączności była Szkoła Podchorążych Rezerwy Wojsk Łączności. Działała ona od 2 czerwca 1922. Organizowała kursy szkoleniowe dla szeregowych żołnierzy z cenzusem. Warunkiem niezbędnym uczestniczenia było zdanie krótkiego egzaminu wstępnego. Nauka trwała 7 miesięcy i kończyła się egzaminem. Absolwenci otrzymywali awanse do stopnia starszego szeregowego albo kaprala i tytuł podchorążego. Następnie byli kierowani do oddziałów i pododdziałów wojsk łączności WP. W latach 1922–1939 odbyło się łącznie 14 kursów SPRŁącz., które ukończyło 1922 podchorążych rezerwy.

## Działalność Centrum
Realizując politykę centralizacji i ujednolicania szkolnictwa wojskowego w tzw. centra wyszkolenia, w 1929 na bazie Obozu Wyszkolenia Wojsk Łączności powstało Centrum Wyszkolenia Łączności. Funkcjonowało ono dalej w Zegrzu do pocz. września 1939.
Według stanu z 1935 na jego czele stał Komendant Centrum, któremu podlegali:
- Dyrektor Nauk – przełożony wykładowców, laboratoriów, pracowni i plutonu obsługi,
- Kwatermistrz – przełożony kompanii obsługi i plutonu gospodarczego,
- Kierownik Kursów Oficerskich,
- Komendant Szkoły Podchorążych Łączności wraz z pododdziałami kandydatów na oficerów

służby stałej i oficerów rezerwy,
- Dowódca Batalionu Podoficerów Łączności.

Centrum – według etatu z 1931 – miało na stanie: 62 oficerów, 153 podoficerów, 569 szeregowych, 35 pracowników cywilnych wojska oraz 525 słuchaczy (razem 1344 osoby).
W skali w CWŁ szkolono średnio ok. 1 tys. słuchaczy.
W skład Centrum wchodziły Szkoła Podchorążych Łączności i Szkoła Podchorążych Rezerwy Wojsk Łączności. Pierwszym komendantem Szkoły Podchorążych Łączności od 27 sierpnia 1935 był mjr Jerzy Uszycki, a od kwietnia 1936 – ppłk Wojciech Szafran, który sprawował tę funkcję do końca istnienia Szkoły i CWŁącz.
W późniejszym okresie w skład Centrum wszedł 1 Batalion Telegraficzny z Zegrza Południowego, a w maju 1935 została do niego przeniesiona klasa łączności ze Szkoły Podchorążych Inżynierii w Warszawie.
W latach 1923–1939 w Obozie Szkolnym Wojsk Łączności i późniejszym Centrum Wyszkolenia Łączności realizowano następujące rodzaje kursów dla podoficerów wojsk łączności:
- kurs doszkolenia podoficerów zawodowych wojsk łączności,
- kurs instruktorski dla plutonowych wojsk łączności,
- kurs instruktorski dla nadterminowych podoficerów wojsk łączności,
- kurs mechaników aparatów telegraficznych „Juza”,
- kurs doskonalenia dla plutonowych zawodowych wojsk łączności,
- kurs doskonalenia podoficerów nadterminowych wojsk łączności,
- kurs informacyjny,
- kurs podoficerów zawodowych łączności pułków broni,
- kurs dla podoficerów nadterminowych tele- i radiomechaników,
- kurs instruktorów telegrafii,
- kurs doskonalenia plutonowych zawodowych łączności poszczególnych rodzajów wojsk,
- kurs instruktorski dla podoficerów nadterminowych łączności poszczególnych rodzajów wojsk.

Ciekawostką jest fakt, że wśród słuchaczy Centrum występowały także kobiety. Szkoliły się one na specjalnych kursach dla personelu pomocniczego, tzw. juzistek (od nazwy aparatu telegraficznego Hughesa). W latach 1929–1934 odbyło się 7 kursów (od trzeciego do dziewiątego), na których przeszkolono 293 słuchaczki.
Szkolenia słuchaczy CWŁ odbywały się w kompleksie 6 budynków, które były wyposażone w sale wykładowe, laboratoria i warsztaty. Ćwiczenia praktyczne przeprowadzano natomiast na pobliskim poligonie, który był rozlokowany w rejonie Jachranka-Skubianka-Borowa Góra, a także w lasku przy kasynie oraz nad Narwią przy moście. Strzelania odbywały się na strzelnicy w Wieliszewie oraz na dwóch prowizorycznych osiach wybudowanych na poligonie.
Centrum – obok prowadzenia działalności szkoleniowej – stanowiło także silny ośrodek kulturalno-oświatowy, sportowy i charytatywny dla okolicznej ludności. Organizując różnego rodzaju imprezy, oddziaływało na pozasłużbowe życie garnizonu. Znane były zwłaszcza przedwojenne bale w kasynie, imprezy sportowe organizowane wspólnie z Wojskowym Klubem Sportowym w Zegrzu Południowym, czy pokazy woltyżerki i zawody żeglarskie słynnego Yacht-klubu CWŁ.
Po wybuchu wojny obronnej 1939, ze słuchaczy i kadry Centrum został utworzony improwizowany batalion łączności pod dowództwem mjr. Wiktora Pikulskiego, który walczył m.in. na odcinku Zegrze-Dębe.

## Kadra i słuchacze CWŁ
Komendanci centrum
- ppor. Gustaw Bernaczek (13 IX 1919 - 10 III 1920)
- kpt. Stanisław Wszebór (10 - 20 III 1920)
- mjr Stanisław Rymszewicz (21 III 1920 - 13 VI 1923)
- ppłk Edmund Świdziński (p.o. 1 X 1922 - 8 VI 1923)
- płk Andrzej Miączyński (12 VI 1923 - 26 VII 1926)
- płk Emil Kaliński (27 VII 1926 - 16 XII 1927)
- ppłk Tadeusz Jawor (16 XII 1927 - 31 V 1929)
- mjr Stanisław Hegner-Szymański (p.o. 8 V 1929 - 9 XI 1931)
- ppłk Wacław Dahlen (9 XI 1931 - 15 XI 1932)
- ppłk Edward Wolski (p.o. 15 XI 1932 - 1 IV 1933)
- płk Heliodor Cepa (1 VI 1933 - XII 1934 → cz.p.o. dowódcy Wojsk Łączności)
- płk Jan Kaczmarek (XII 1934 - 17 V 1939 → dowódca 2 Grupy Łączności)
- ppłk Romuald Najsarek (p.o. 18 V - 1 IX 1939)

Oficerowie
- mjr lek. Teofil Kucharski - lekarz
- kpt Wacław Tomalak - komendant Centralnej Szkoły Podoficerskiej WŁ (1921-1923)
- kpt. Bohdan Starkiewicz

Słuchacze
- Witold Lutosławski
- Kazimierz Rudzki
- Witold Zacharewicz

## Centra Wyszkolenia Łączności na obczyźnie
Po klęsce wrześniowej, już pod koniec 1939 powstało Centrum Wyszkolenia Łączności w Wersalu we Francji. Bazowało ono na personelu przedwojennego CWŁ. Przygotowało ono kadry łączności dla pododdziałów wojsk łączności w ramach polskich jednostek wojskowych. W 1 Dywizji Grenadierów sformowano Gdański Batalion Łączności. Batalion łączności otrzymała 1 Dywizja Strzelców Pieszych, a 10 brygada Kawalerii Pancernej pod dowództwem gen. Stanisława Maczka – szwadron łączności. W skład Samodzielnej Brygady Strzelców Podhalańskich wszedł – obok francuskiego – polski pluton stacyjny. Natomiast w powstającej na terenie Syrii Samodzielnej Brygadzie Strzelców Karpackich zorganizowano Karpacki Oddział Łączności.
Po upadku Francji rozpoczął się kolejny etap ponownego formowania wojsk łączności tym razem w Wielkiej Brytanii. Na terenie Szkocji zorganizowano Centrum Wyszkolenia Łączności, całkowicie bazujące na kadrze francuskiego CWŁ. Komendantem Centrum został płk Józef Bolesław Wróblewski. Wyszkoliło ono kadry łączności dla polskich jednostek Polskich Sił Zbrojnych na Zachodzie, m.in. dla 1 Dywizji Pancernej sformowano silny i dobrze wyposażony batalion łączności, liczący prawie 800 żołnierzy.
Z kolei w ramach Armii Polskiej w ZSRR gen. Władysława Andersa zorganizowane zostało Centrum Wyszkolenia Łączności, które działało przy 1 Samodzielnym Pułku Łączności. Przygotowało ono kadry łączności dla batalionów łączności w 5 Dywizji Piechoty i 6 Dywizji Piechoty oraz szczątkowego batalionu łączności w 7 Dywizji Piechoty.